# 吳嵩胤
吳嵩胤（1611年—？），字繁祉，真定衛籍，直隸真定府真定縣人，明末清初官員。

## 生平
崇禎九年（1636年）丙子科順天鄉試第一百四十名舉人，十年（1637年）中式丁丑科會試第六十六名，二甲第四十一名進士。刑部觀政，十一年（1638年）授戶部河南司主事，管通州生南倉，十三年（1640年）升陝西司員外郎，改山東司員外郎，升山西布政使司參議、兵備冀南，十六年（1643年）升山西按察司副使、兵備口北。
明亡仕清，順治元年（1644年）八月任山西按察司副使兼山西布政使司參議、分守河東，四年（1647年）九月調江西按察司副使兼江西布政使司參議、分守饒南，十三年（1656年）十月復為山西布政使司參議、分守河東，十五年（1658年）二月升廣東按察司副使，十六年（1659年）七月升湖廣布政使司參政、分守湖北。

## 家族
曾祖吳亨，增廣生；祖父吳應聘，庠生；父吳愈，庠生。